# Cascades de Fumaça (Carrancas)
Les cascades de Fumaça (en portuguès brasiler, Cachoeira da Fumaça; «cascada de fum») són unes cascades situades al Complex de Fumaça, situades aproximadament a 6 km del centre de la ciutat de Carrancas, Minas Gerais (Brasil).
Les cascades tenen 25 metres d'altura. Les seves aigües que formen les cascades provenen de Ribeirão Carrancas, que al seu torn rep totes les aigües residuals no depurades produïdes per la ciutat.